# Le Grand Cirque
Pour l’article homonyme, voir Le Grand Cirque (film).
Le Grand Cirque (sous-titré "Souvenirs d'un pilote de chasse français dans la R.A.F.") est un récit autobiographique de Pierre Clostermann en trois parties, paru en 1948, racontant sa participation en tant que pilote de chasse aux combats aériens de la Seconde Guerre mondiale, du début à la fin de ce conflit. Il a été réédité chez Flammarion en 2001 dans une version complétée et corrigée.

## Histoire
Dans la première partie, Clostermann raconte son arrivée à Biggin Hill, son insertion dans l'escadrille française Alsace menée par René Mouchotte et ses premiers combats aériens contre les Messerschmitt Bf 109 et les Focke-Wulf Fw 190 allemands pour protéger les bombardiers américains forteresses volantes. Dans la deuxième sont évoqués son transfert dans les îles de Scapa Flow puis sa participation au débarquement en Normandie. La troisième partie est marquée par le changement d'avion, l'auteur passant du Spitfire au Tempest et surtout, par la fin de la guerre. Le Grand Cirque est une adaptation du journal que l'auteur écrivait durant la guerre, les combats aériens sont remarquablement racontés et Clostermann décrit très bien l'atmosphère tendue des combats, la vie brève et exaltée des pilotes et l'esprit de franche camaraderie qu'il ressent dans les escadrilles qu'il fréquente (RAF et « Alsace »). 
Le livre vendu à plus de 3 millions d'exemplaires est une des lectures préférées des adolescents dans les années 1950,.

## Éditions
- Après la parution initiale chez Flammarion en 1948 le livre a fait l'objet de nombreuses rééditions.
- En 1963 le grand cirque parait chez la Société nouvelle des éditions G.P. dans la collection Super 1000 dont il est le huitième volume.
- En 1968 il parait dans la collection J'ai lu leur aventure ou il porte le numéro A42-43
- En 1971 il parait dans une édition condensée dans la Bibliothèque verte.
- 1990, réédition dans la collection J'ai lu (N°2710).
- 2001 Une nouvelle édition, augmentée de pages inédites des carnets de Clostermann, de commentaires tirés de ses expériences ultérieures et ou des erreurs apparues depuis la première édition sont corrigées, est parue chez Flammarion sous le titre Le Grand Cirque 2000.
- L'édition de 2006, sous-titrée "Mémoires d'un pilote de chasse FFL dans la RAF", est la plus complète et documentée de toutes.

## Adaptations
Pierre Clostermann a participé à la réalisation d'une BD en trois volumes sur Le Grand Cirque.
L'illustration est réalisée par Christian Mathelot. Éditions Flammarion.
En 1949, un film du même titre a été adapté du livre par Georges Péclet, sorti en 1950 avec Pierre Cressoy, Pierre Larquey et Édouard Delmont.